# 泽列诺格拉茨基 (市级镇)
泽列诺格拉茨基（羅馬化：Zelenogradskiy）是俄罗斯莫斯科州的市级镇，属州辖市普希金诺市（城市区），地处莫斯科州中北部，在区行政中心普希金诺及州府莫斯科东北方，西南和东北侧有市级镇普拉夫金斯基和索夫里诺。乌恰河一支流斯卡尔巴河（Скалба）流经该地。
该地2021年人口有2,087人；2010年人口2,548；2002年人口2,173；1989年人口2,687。